# سيفاكا كوكريلي
سيفاكا كوكريلي (الاسم العلمي: Propithecus coquereli) (بالإنجليزية: Coquerel’s Sifaka)‏ هي نوع من الحيوانات تتبع جنس السيفاكا من الفصيلة الإندرية.